# The Diamonds
Pour les articles homonymes, voir Diamond.
The Diamonds est un un quatuor vocal afro-américain de doo-wop et de rhythm and blues originaire de New York, d'abord appelé The Three Aces, puis The Four Aces, actif de 1948 à 1955.

## Historique
Le groupe, formé en 1948 à Harlem, est d'abord un trio vocal appelé The Three Aces. Il se compose de Harold "Sonny" Wright au chant principal, du ténor Myles Hardy et de la basse Daniel Stevens. Inspirés par The Ravens et The Orioles, ils se produisent le vendredi soir sur la scène de l'église Saint Mark sur la 132e rue. Lorsque Ernest Ford les rejoints en 1951 en tant que second ténor, ils deviennent The Four Aces. Mais, puisque les Eight Aces existent déjà et qu'un quatuor blanc, The Aces, commence à émerger, ils se renomment finalement The Four Diamonds, puis simplement The Diamonds.
En 1952, Sonny remporte en solo un concours de chant amateur à l'Apollo Theater. Après plusieurs autres victoires, le propriétaire Bobby Schiffman lui offre une semaine à l'affiche. Sonny lui parle de son groupe et Schiffman leur fait passer une audition. Il est tellement impressionné qu'il les programme non seulement pour une semaine, mais devient également leur manager.
Ils attirent l'attention d'Atlantic Records qui les engage en septembre 1952 (la même semaine que Ray Charles). Leur première session d'enregistrements a lieu le 29 octobre 1952 et A Beggar for Your Kisses, une ballade de style shuffle avec une harmonie exquise, devient leur premier single en décembre. Leur single suivant, Two Loves Have I, est une magnifique ballade adaptée de J'ai deux amours de Joséphine Baker. Leur dernier disque est Romance In the Dark / Cherry. Ils se séparent en 1955 après avoir pourtant fait sensation lors d'un concert à l'hôtel de ville de Philadelphie le 17 juin 1955 aux côtés de Dean Barlow, Ruth Brown, The Dreams, Bo Diddley et Screamin' Jay Hawkins.
Ressentant très tôt de la frustration chez Atlantic, Sonny fait déjà des extras depuis plusieurs années avec The Regals, bien qu'il ne figure sur aucun de leurs enregistrements. Il les quitte lorsque les Regals acceptent de devenir les nouveaux Orioles de Sonny Til, en contrat avec Atlantic. Sonny forme un nouveau groupe qui auditionne pour Cadence Records et devient le seul groupe noir sur ce label à prédominance pop. Ils sont nommés The Metronomes par Archie Blyer pour rappeler le nom de sa société. Ils disparaissent après deux singles sans succès.
Après s'être battu contre une addiction à la drogue dans les années 1960, Sonny Wright forme le ARC Choir, un ensemble de gospel initialement créé dans le but de collecter des fonds en faveur d'un centre de réadaptation pour toxicomanes de Harlem. Wright meurt le 7 avril 1996 d'une crise cardiaque à l'âge de 60 ans.
Ce n'est qu'à partir dans les années 1960 que les joyaux des Diamonds attirent enfin l'attention des radios oldies et des collectionneurs de disques de rhythm & blues. La chanson A Beggar for Your Kisses est intégrée dans de nombreuses compilations de R&B et de doo-wop.

## Personnel
- Harold "Sonny" Wright : chant principal (ténor)[6]
- Daniel Stevens : basse[6]
- Myles Hardy : premier ténor[6]
- Ernest Ward : second ténor, guitare[6]

## Discographie

### Singles
| Année | Titre                        | Auteurs                                                            | N°              |
| ----- | ---------------------------- | ------------------------------------------------------------------ | --------------- |
| 1952  | A Beggar for Your Kisses     | Marco Rosales, Sylvia Rosales                                      | Atlantic 981    |
| 1952  | Call, Baby, Call             | Stone, Hines                                                       | Atlantic 981    |
| 1953  | I'll Live Again              | Carlisle                                                           | Atlantic 1003   |
| 1953  | Two Loves Have I             | Barry Trivers, Géo Koger, Jack Murray, Vincent Scotto, Henri Varna | Atlantic 1003   |
| 1954  | Romance in the Dark          | Lil Green, Big Bill Broonzy                                        | Atlantic 1017   |
| 1954  | Cherry                       | Don Redman, Ray Gilbert                                            | Atlantic 1017   |
| 1954  | What A Diff'rence A Day Made | María Grever, Stanley Adams                                        | Disc Jockey 151 |
| 1954  | You're Driving Me Crazy      | Walter Donaldson                                                   | Disc Jockey 151 |